# Сан-Луис (Аргентина)
Сан-Луис (исп. San Luis) — город в Аргентине, столица одноимённой провинции — Сан-Луис.

## История
Сан-Луис был основан в 1594 году. Однако из-за постоянных атак со стороны аборигенов испанцы вынуждены были покинуть город.
В 1596 году Сан-Луис был основан вторично под именем San Luis de Loyola Nueva Medina de Río Seco (Сан Луис де Лоёла Нуэва Медина де Рио Секо).
В 1875 году город получил железнодорожное сообщение.
В конце XIX века в население города составляло 7000 жителей. В 2001 году в городе насчитывалось 153 322 жителей.

## Географическое положение

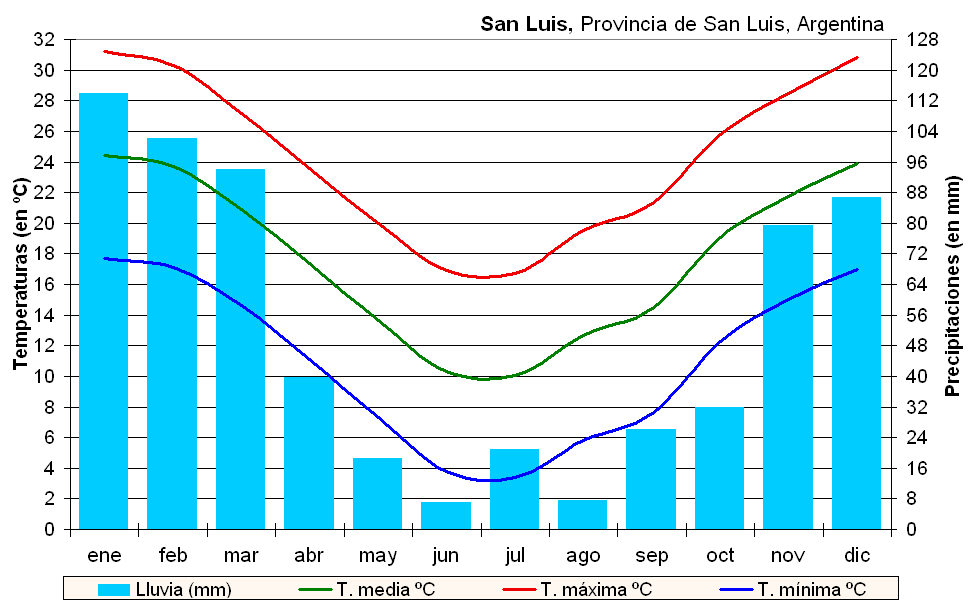
Климограмма Сан-Луиса

Город лежит на высоте 762 метра над уровнем моря, в предгорьях Анд. Координаты города — 33°19’ южной широты и 66°21’ западной долготы.
Вокруг Сан-Луиса имеется множество окружённых горами местностей, обладающих уникальным курортным микроклиматом. Эти места характеризуются более сухим, по сравнению с Атлантическим побережьем, климатом и насыщенным кислородом воздухом.

## Климат
В Сан-Луисе господствует субтропический полузасушливый климат. Летом стоит жаркая, а иногда и влажная погода, после нескольких дней изнуряющей жары случаются частые грозы. Зимой прохладные дни и холодные ночи. С вступлением холодных фронтов с юго-запада температура может резко упасть, а несколько раз за зиму среднесуточная температура воздуха не превышает 2…3 °C. Снег обычно выпадает 1 раз в год или каждые два года. В последние 10 лет снегопад наблюдался в 2000, 2001, 2005, 2007, 2008, 2009. В течение 2010 года, снег выпадал в центре города на: 15 июля, 3 августа, 2 и 3 сентября. Экстремальные температуры −10,5 °С и 41,7 °С соответственно.
В мае и июне, северо-западный ветер обычно приносит из Сан-Хуана тёплые воздушные массы, которые, как правило, характеризуются низким атмосферным давлением. В сентябре и октябре дует южный, с сильными порывами ветер, который может длиться в течение недели без остановки.
| Показатель              | Янв.  | Фев.  | Март | Апр. | Май  | Июнь | Июль | Авг. | Сен. | Окт. | Нояб. | Дек. | Год   |
| ----------------------- | ----- | ----- | ---- | ---- | ---- | ---- | ---- | ---- | ---- | ---- | ----- | ---- | ----- |
| Средний максимум, °C    | 31,2  | 30,3  | 27,2 | 23,6 | 20,0 | 16,9 | 16,7 | 19,5 | 21,3 | 25,8 | 28,5  | 30,8 | 24,3  |
| Средняя температура, °C | 24,4  | 23,4  | 20,3 | 16,6 | 12,9 | 9,6  | 9,2  | 11,9 | 14,0 | 18,9 | 21,6  | 23,9 | 17,2  |
| Средний минимум, °C     | 17,7  | 17,1  | 14,6 | 11,1 | 7,3  | 3,8  | 3,4  | 5,8  | 7,6  | 12,3 | 15,0  | 17,0 | 11,1  |
| Норма осадков, мм       | 113,9 | 102,1 | 94,1 | 39,7 | 18,5 | 7,0  | 20,9 | 7,6  | 26,1 | 32,0 | 79,3  | 86,6 | 627,8 |
| Источник:               |       |       |      |      |      |      |      |      |      |      |       |      |       |

## Экономика
В городе развита промышленность — текстильная, производство керамики, пластмассы, бумаги.

## Известные уроженцы, жители
Мануэль Байгоррия (исп. Manuel Baigorria; 1809—1875) — аргентинский военный деятель, участвовавший в гражданских войнах в Аргентине. 